# Madhuca ridleyi
Madhuca ridleyi är en tvåhjärtbladig växtart som beskrevs av Herman Johannes Lam. Madhuca ridleyi ingår i släktet Madhuca och familjen Sapotaceae. IUCN kategoriserar arten globalt som sårbar. Inga underarter finns listade i Catalogue of Life.